# Ponte Rio Negro
Il Ponte Giornalista Phelippe Daou, conosciuto anche come Ponte Rio Negro o Ponte Manaus - Iranduba, è un ponte strallato che attraversa il Rio Negro nello stato brasiliano dell'Amazonas.
Al 2019, risulta essere il più grande ponte di tutto il bacino del Rio delle Amazzoni e l'unico che attraversa il Rio Negro in territorio brasiliano.
Il ponte, la cui costruzione è durata 4 anni (dal 2007 al 2011), è stato inaugurato il 24 ottobre 2011, anniversario della fondazione di Manaus.
Sin dalla sua inaugurazione, il ponte è diventato simbolo dell'architettura amazzonica assieme al teatro Amazonas e considerato opera strategica per lo sviluppo dell'intera regione.